# Stenholm, Nagu
Stenholm är en ö nära Aspholm i Nagu,  Finland. Den ligger i Skärgårdshavet i Pargas stad i den ekonomiska regionen  Åboland i landskapet Egentliga Finland, i den sydvästra delen av landet. Ön ligger just nordväst om Aspholm, 15 kilometer öster om Nagu kyrka, 32 kilometer söder om Åbo och omkring 150 kilometer väster om Helsingfors. Närmaste allmänna förbindelse är förbindelsebryggan vid Pensar som trafikeras av M/S Nordep. 
Öns area är 1,8 hektar och dess största längd är 200 meter i öst-västlig riktning. Närmaste större samhälle är Väståboland, 16,2 km nordost om Stenholm.